# Radio Bavaria International
Radio Bavaria International (RBI) war ein privater Radiosender, der von Südtirol aus Richtung Deutschland sendete. Er war damit der erste private Radiosender, der in Bayern gehört werden konnte.

## Geschichte
Zur damaligen Zeit war Privatrundfunk zwar in Italien, nicht aber in Deutschland, der Schweiz oder Österreich erlaubt. Der Radiosender nutzte eine Gesetzeslücke im italienischen Rundfunkgesetz, die es erlaubte, „Urlaubsradios“ in deutscher Sprache zu betreiben. Die deutschen Behörden konnten trotz Verbotes privatrechtlichen Rundfunks gegen den Sender nicht vorgehen, da er sich auf italienischem Hoheitsgebiet befand und die Frequenz in Italien koordiniert war. Ein vergleichbarer Sender wurde von Schweizern mit dem Radio 24 vom Pizzo Groppera aus betrieben, dessen Antennen auf Zürich ausgerichtet waren. Italienische Urlaubsradios auf der gleichen Frequenz wurden nicht gestört, da die Antennen Richtung Norden ausgerichtet waren. 

## Programm
Die Sendungen wurden von der Südtiroler Zirogalm gesendet. Sendestart war im Mai 1979 auf der Frequenz 103,5 MHz mit einer Sendeleistung von 500 Watt von einer auf Bayern ausgerichteten Richtfunk-Antennengruppe. Durch die hohe Lage im Brenner-Massiv und die verwendeten Antennen waren die Aussendungen bis in den Raum Innsbruck und nach Südbayern gut zu empfangen. Gegründet wurde RBI durch den Journalisten, Funkamateur und Diskjockey Jo Lüders und Jürgen von Wedel. Anfänglich erreichte man Innsbruck, später München. Neben Jo Lüders gehörten unter anderem Axel Ricken, Freddy Leitner, Daniel Kovac und Rick Hölzl zum Moderatorenteam. Im Herbst 1982 wurde der Sendebetrieb eingestellt.